# AgustaWestland AW159 Wildcat
AgustaWestland AW159 Wildcat – zmodernizowana wersja śmigłowca Westland Super Lynx. Wildcat został zaprojektowany z myślą o służbie poszukiwawczo-ratowniczej oraz prowadzeniu misji zwalczania okrętów podwodnych. W służbie brytyjskiej zastępuje swoich poprzedników – śmigłowce Lynx w wersjach Mk.7/8/9. AW159 został wyeksportowany do kilku państw na świecie.

## Historia
AW159 Wildcat powstał w odpowiedzi na zgłoszone przez brytyjskie Ministerstwo Obrony zapotrzebowanie na nowy lekki śmigłowiec przeznaczony do rozpoznania pola walki oraz jednocześnie morski śmigłowiec, który mógłby bazować na okrętach służących w Królewskiej Marynarce Wojennej. Nowa maszyna miała zastąpić w służbie śmigłowce używane w Army Air Corps, ale także eksploatowane przez Fleet Air Arm śmigłowce Lynx w wersji HMA.8 oraz HAS.3. Jednym z podstawowych założeń tego programu była redukcja kosztów eksploatacji nowych śmigłowców oraz pozyskanie maszyny oferującej większe możliwości niż poprzednik.
W kwietniu 2005 wybór padł na produkt firmy AgustaWestland, która zaprezentowała śmigłowiec oznaczony jako Future Lynx. W czerwcu 2006 roku formalnie zawarto kontrakt na dostawę 70 maszyn, z których 30 miało zostać przeznaczonych dla Królewskiej Marynarki Wojennej, zaś pozostałe maszyny miały zostać przeznaczone dla British Army. 
W grudniu 2008 roku brytyjskie Ministerstwo Obrony zredukowało liczbę zamówionych śmigłowców do 62, z czego 28 egzemplarzy miało zostać dostarczonych w wersji morskiej. Początkowo nowy wariant śmigłowca określano mianem Future Lynx, jednak w kwietniu 2009 roku ostatecznie przyjęto nazwę AW159. Śmigłowce zamówione przez siły zbrojne Wielkiej Brytanii określane są jako Lynx Wildcat.
Prace przy pierwszym prototypie AW159 rozpoczęto w październiku 2007 roku. Gotowy kadłub śmigłowca dostarczono w listopadzie 2008 roku. Do pierwszego lotu prototypu AW159 oznaczonego jako TI1, doszło 12 listopada 2009 roku w Yeovil. Kolejne dwa śmigłowce dołączyły do programu prób jeszcze przed końcem 2010 roku. 14 października oblatano drugi prototyp, noszący oznaczenie TI2, zaś 19 listopada 2010 roku po raz pierwszy w powietrze wzniósł się egzemplarz o oznaczeniu TI3, będący trzecim prototypem AW159.
Dostawy seryjnych AW159 dla British Army rozpoczęto 11 lipca 2012 roku, zaś dostawy wariantu morskiego w 2013 roku.

## Konstrukcja
AW159 Wildcat powstał w wyniku modernizacji maszyn z rodziny Westland Lynx. Pomimo podobieństw w wyglądzie obydwu konstrukcji AW159 zawiera 95% nowych komponentów; pozostałe 5%, na które składają się układ paliwowy i przekładnia głównego wirnika, pochodzą z pierwowzoru. Wiropłat został zaprojektowany głównie do operacji w środowisku morskim, zapewniono mu dłuższą żywotność struktury i elementów, wynoszącą 12 tys. godzin lotu. Wzmocniono podwozie kołowe, aby móc lądować na pokładach okrętów.

### Konstrukcja
Bazą dla AW159, zarówno w wersji lądowej, jak i morskiej, stał się ostatni wariant produkcyjny śmigłowca Super Lynx 300, który został mocno zmodyfikowany. Zmieniono obrys przedniej oraz tylnej części kadłuba, jak również przebudowano go tak, by uzyskać większą objętość kabiny ładunkowej, równocześnie redukując znacznie liczbę elementów konstrukcyjnych. Śmigłowiec ma nową kompozytową belkę ogonową, która została zbudowana w technologii stealth, z całkowicie zmienionym (poszerzonym) pylonem śmigła ogonowego. 
W AW159 zwiększony został także udźwig, co wiązało się z koniecznością wzmocnienia struktury płatowca, szczególnie w części nosowej oraz ogonowej. Lynx Wildcat ma czterołopatowy, kompozytowy wirnik nośny, a także kompozytowy wirnik ogonowy. Przeprojektowany nos śmigłowca został lekko wydłużony. Celem tego zabiegu było zapewnienie lepszego dostępu do bloków awioniki. Boczne drzwi do kabiny pilotów zostały powiększone, by ułatwić pilotom zajmowanie miejsc. Śmigłowce AW159 otrzymały absorbujące energię przy zderzeniu z ziemią fotele pasażerów i załogi, przy czym te ostatnie są również opancerzone. Podłoga kabiny także otrzymała dodatkowe opancerzenie.
Maszyny wyposażone są system rozpraszania spalin, który zmniejsza widmo termiczne widoczne w podczerwieni.

### Napęd i awionika
AW159 jest napędzany dwoma silnikami LHTEC CTS800 o mocy 1362 KM (1015 kW), które napędzają łopaty wirnika BERP IV za pośrednictwem nowej przekładni, zwiększając maksymalną masę startową o ponad 1 tonę w stosunku do starszej wersji Super Lynx. Silniki wyposażone są w system FADEC. 
Wersja morska jest dodatkowo wyposażona w radar SELEX Galileo Seaspray 7000E z aktywnym elektronicznym skanowaniem fazowym i głowicę optoelektroniczną L-3 Wescam MX-15Di. Do wykrywania okrętów podwodnych Wildcat ma system sonarowy Compact Flash Sonic. Kabina załogi wykonana została w technologii szklanego kokpitu, wykorzystującego cztery kolorowe wyświetlacze wielofunkcyjne o wymiarach 255 × 200 mm.  Śmigłowiec ma także systemy diagnostyki i monitoringu płatowca. 
AW159 otrzymał podwójny system nawigacji bezwładnościowej oraz GPS. Śmigłowce wyposażone są w systemy łączności VHF i UHF, a morskie wersje AW159 - także w dwukierunkowe łącza wymiany danych.

### Zadania śmigłowca
Wersja pokładowa może pełnić szerokie spektrum zadań – od dozoru, rozpoznania, wskazywania celów dla uzbrojenia okrętów, ratownictwa, transportu po zwalczanie okrętów podwodnych oraz nawodnych. Wśród misji stawianych przed śmigłowcami w wersji lądowej wymienia się zadania z zakresu rozpoznania, śledzenia i wskazywania celów, dowodzenia, wsparcia pola walki, transportu żołnierzy i ładunków, ewakuacji rannych.

## Wersje
- AW159 Wildcat AH1 – wariant lądowy[4].
- AW159 Wildcat HMA2 – wariant morski[4].

## Galeria

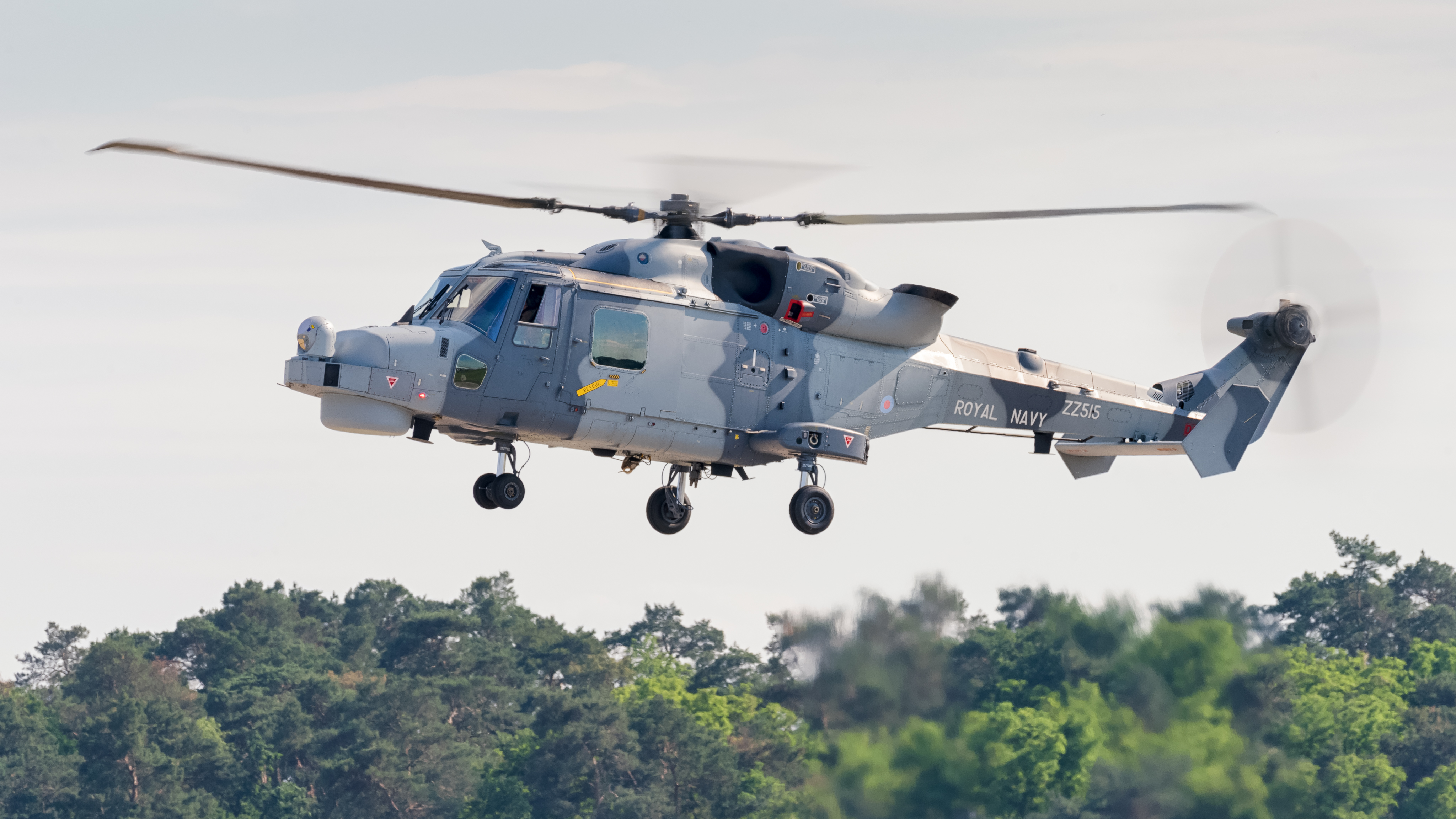
Wariant morski AW159 HMA2 Wildcat
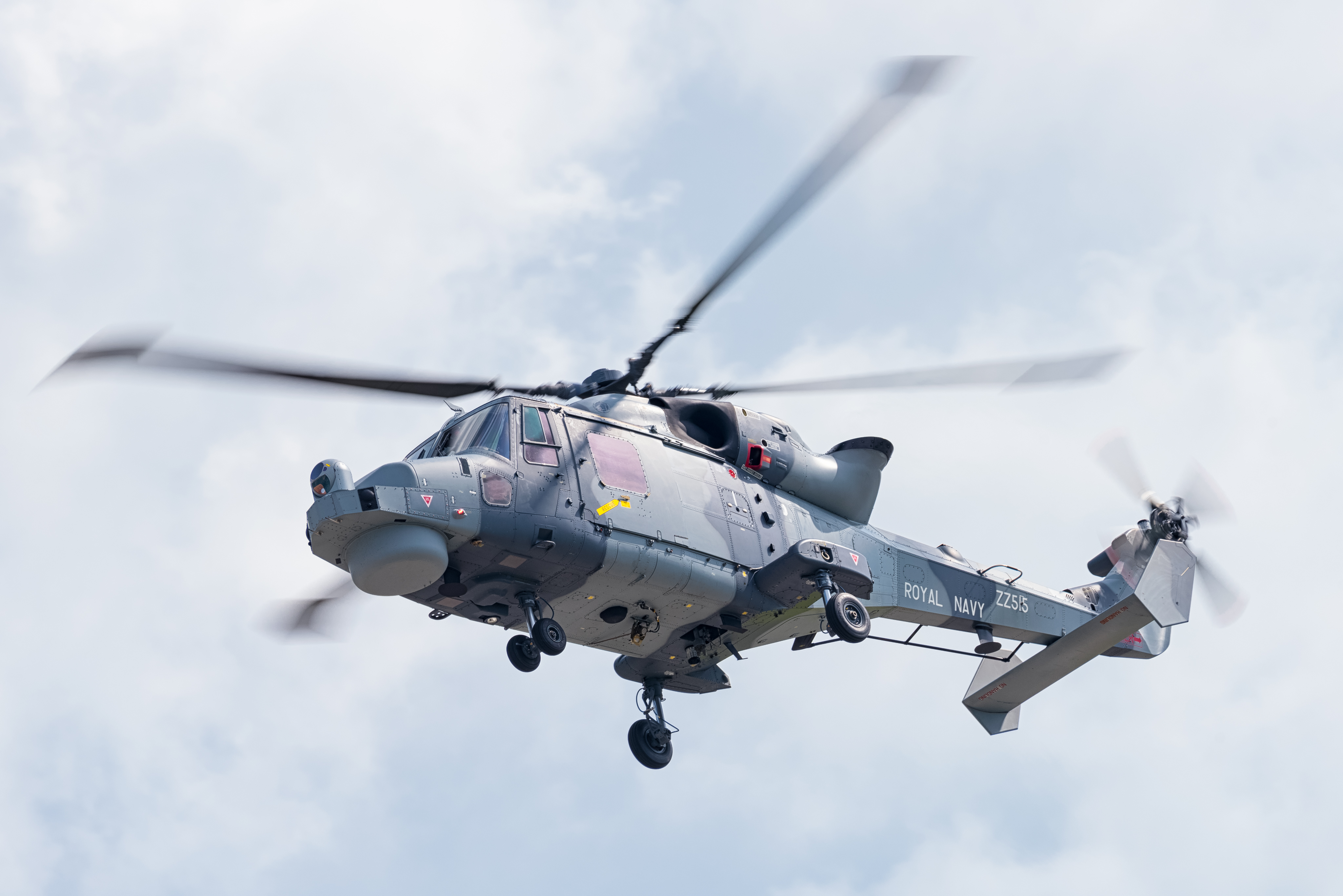
Widoczna głowica optoelektroniczna na dziobie oraz pod nią sonar do wykrywania okrętów podwodnych wersji morskiej
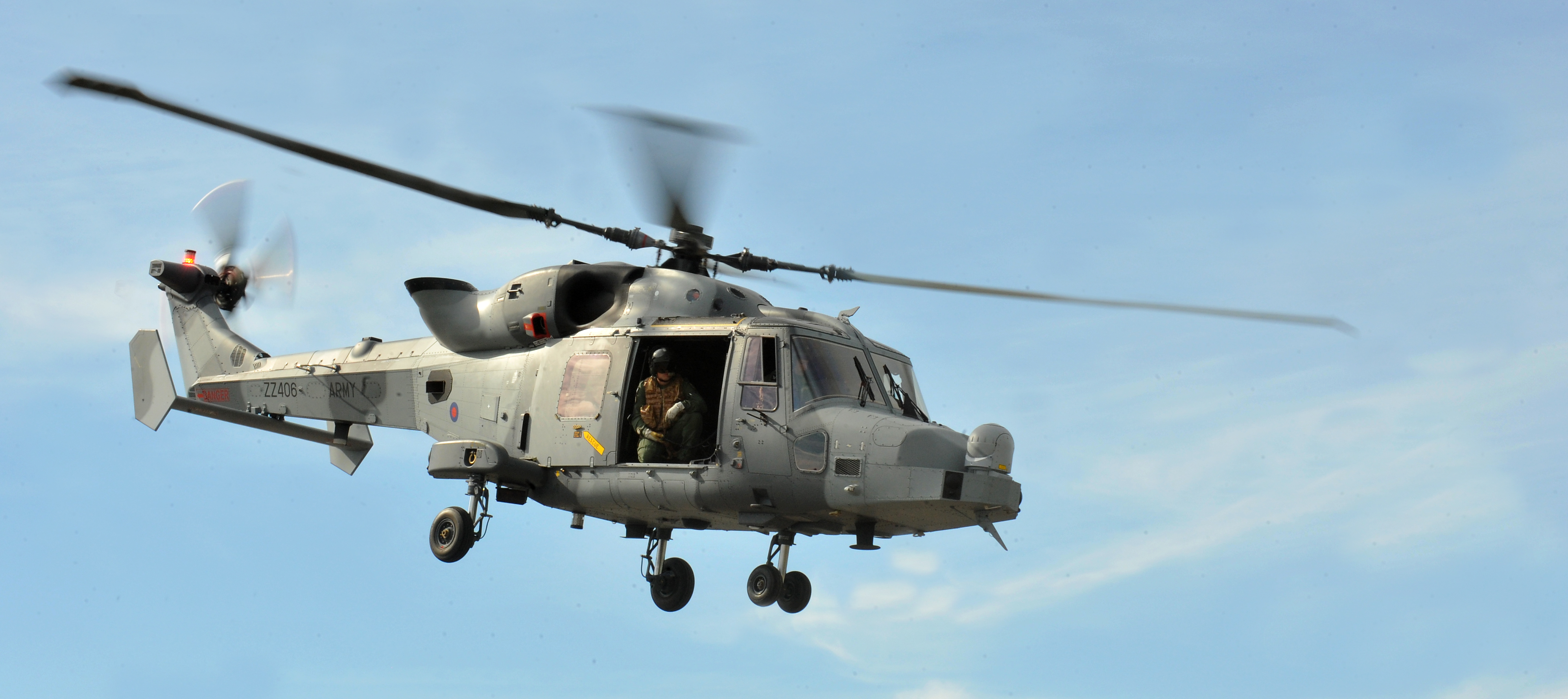
Wariant lądowy AW159 AH1
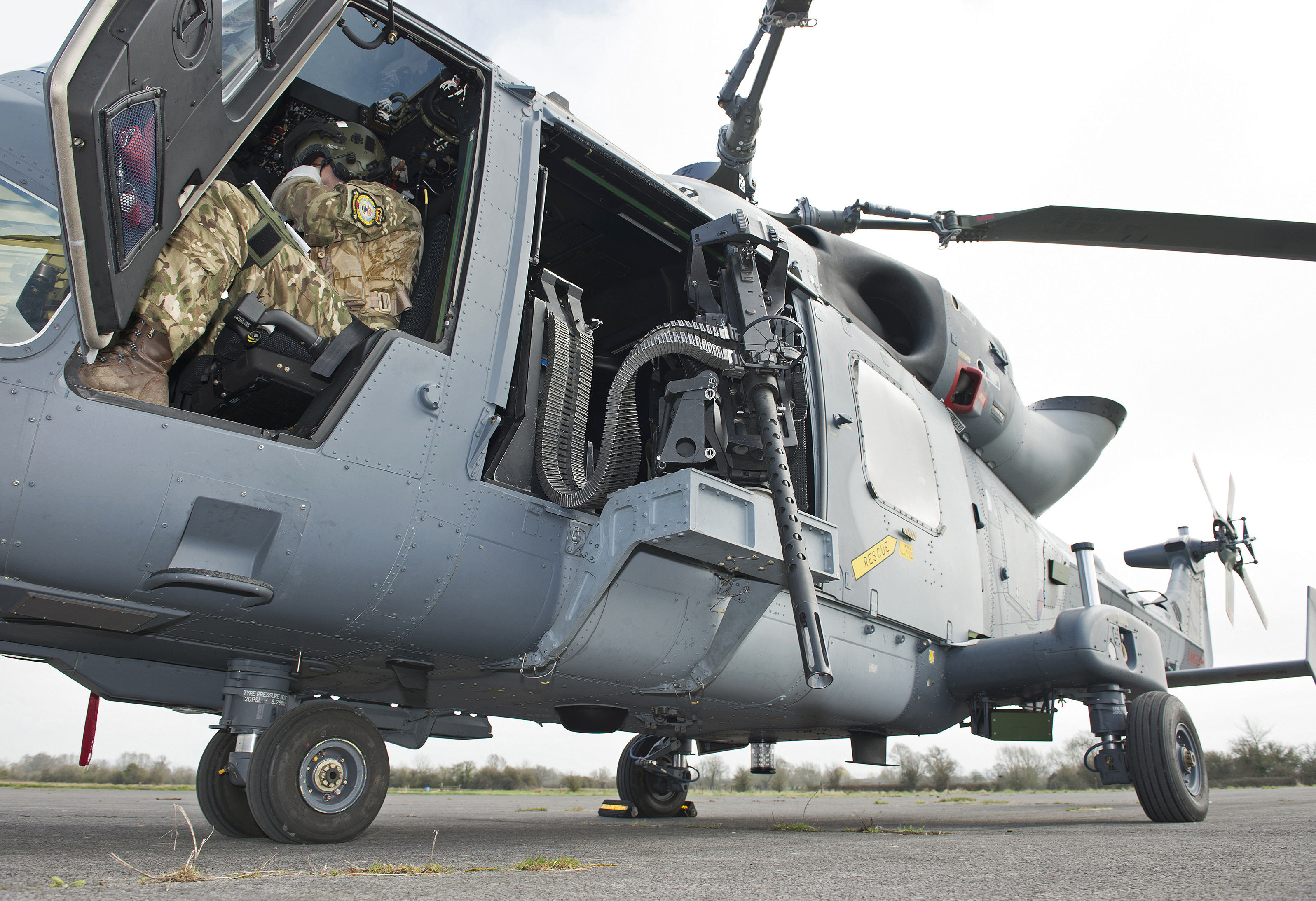
Karabin maszynowy zamontowany w bocznych drzwiach maszyny
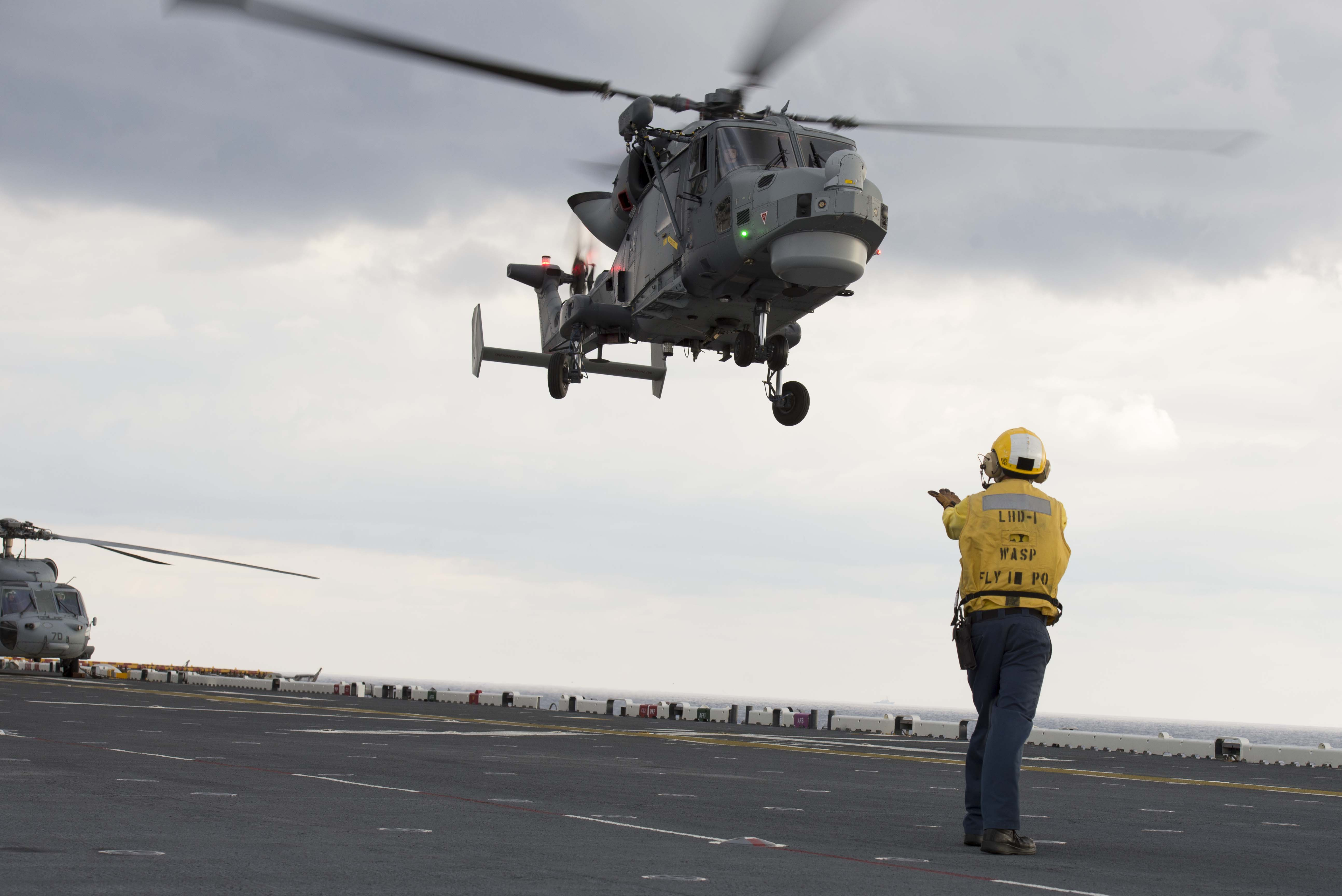
AW159 na pokładzie USS Wasp

## Użytkownicy
- Korea Południowa
  - Marynarka Wojenna Republiki Korei(inne języki) – 8 śmigłowców zakupionych w 2013 roku, w służbie od 2016[5][6].
- Filipiny
  - Filipińska Marynarka Wojenna – 2 śmigłowce zakupione w 2016 roku, w służbie od 2019[7].
- Wielka Brytania
  - Army Air Corps – 34 śmigłowce w wersji AH1[2][4].
  - Fleet Air Arm – 28 śmigłowców w wersji HMA2[2][4].